# كارولين لويد
كارولين لويد (بالإنجليزية: Caroline Lloyd)‏ هي عازفة بيانو وملحنة أمريكية، ولدت في 1924، وتوفيت في 1980.